# Ian Curtis
Ian Curtis (født 15. juli 1956, død 18. maj 1980) var forsanger i det engelske band Joy Division. 

## Joy Division
Curtis mødte Bernard Sumner og Peter Hook ved en Sex Pistols koncert i Manchester i 1976. Parret havde allerede startet et band og søgte en forsanger. Curtis fik dette job i bandet, som i første omgang kom til at hedde Stiff Kittens, uden at de to andre havde hørt ham synge. Efter at have forsøgt sig med flere trommeslagere blev Steve Morris valgt som permanent trommeslager til bandet, der nu kaldte sig Warsaw efter David Bowies sang "Warszawa" fra Low-albummet. På grund af et navnesammenfald med et band i London, Warsaw Pact, skiftede bandet navn til Joy Division – et navn som Bernard Sumner havde set i bogen House of Dolls, en bog som omhandlede prostitution i nazistiske fangelejre. Navnet var kontroversielt, men det var ikke ualmindeligt at bands på den tid stræbte efter navne med en vis chokeffekt.
Curtis' tekster, som han havde skrevet på, længe inden han kom med i bandet, var inspireret af et væld af forfattere og musikere, bl.a. forfatterne Dostojevskij, Nietzsche, Sartre, Hesse og Ballard.
Bandet endte med at blive tilknyttet pladeselskabet Factory Records (et pladeselskab som ifølge Curtis kunne give bandet den kunstneriske frihed, som de behøvede, som delte udgifter og indtægter lige over med selskabets bands, og som gav alle bands muligheden for at "fuck off", dvs. skride, når de havde lyst) og selskabets manager, Tony Wilson, som udgav deres første egentlige album, Unknown Pleasures (bandet havde udgivet forskellige andet materiale, eksempelvis debut-EP'en An ideal for a living inden da). Især et af albummets mest personlige sange, "She's Lost Control", skulle blive inspiratorisk for en hel generation af musikere, grundet Curtis' melankolske stemme og producer Martin Hannetts innovative og mørke produktion. Sangen omhandlede en epileptisk pige, som Curtis havde mødt gennem sit arbejde som socialrådgiver, og sangen skulle vise sig profetisk i forhold til Curtis' egne senere voldsomme epileptiske anfald. Både Peter Hook og Bernhard Sumner har bemærkelsesværdigt nok udtalt, at de hadede "Unknown Pleasures"; især på grund af Martin Hannetts produktion af den, som de synes var for dyster, og ikke "rocket" eller "punket" nok.
Det andet, og sidste egentlige album, Closer fra 1980, skulle vise sig at blive bandets mesterværk, selv om det blev udgivet efter Curtis' selvmord. Indspilningen af albummet foregik i London, og de fysiske og økonomiske rammer omkring indspilningen af Closer viste, at nok var bandet blevet umådelig populært, men økonomisk var det stadig langt fra stjernestatus. Bandet måtte således i denne periode klare sig for £5 om dagen, hvilket kun rakte til mad og drikke. Albummet, der inkluderede sange som "24 Hours", "Isolation" og "Decades", var retrospektivt også en klar indikation på Curtis' svigtende helbred og problemfyldte privatliv. Begge album var fyldt med Curtis' angstfyldte, mørke tekster om isolation og storbylivets forfald. Folkene omkring bandet var dog overbevist om, at Curtis' depressive image og følelsesladede tekster var en del af showet.
Singlen "Love Will Tear Us Apart", også udgivet i 1980, er nok Joy Divisions mest kendte sang og eneste single-hit. Sangen nåede en trettendeplads på den engelske hitliste (albummet Closer nåede en sjetteplads på den engelsk hitliste).
Selv om Ian Curtis' musik og liv virker tragisk, huskes han af dem, der kender ham, som en morsom, omend humørsvingende, person og lidt af en "practical joker". 

## Privatliv
Curtis giftede sig med Deborah Woodruf i 1975, og de fik et barn, Natalie født i 1979, sammen.
Curtis udviklede en svær grad af epilepsi i slutningen af 1978, hvilket sammen med de svære bivirkninger fra den medicin, han skulle tage, samt det stigma denne sygdom medførte dengang, var en vigtig medvirkende årsag til de humørsvingninger og den depression, Curtis mere og mere kom til at lide af. Derudover medførte hans epilepsi, at han ikke kunne køre bil eller holde datteren Natalie. En anden faktor var Curtis' krakelerende ægteskab med Deborah, og dettes sammenhæng med hans udenomsægteskabelige forhold til belgiske Annik Honore, som han havde mødt efter en koncert i Belgien. Desuden var han frustreret over musikindustriens overfladiskhed og følte, at han efter udgivelsen af bandets første album, Unknown Pleasures, havde fået opfyldt sine ambitioner som musiker, og savnede den meningsfuldhed som hans job som socialrådgiver havde givet ham.  Efter at have forsøgt uden held at tage sit liv to uger tidligere, begik Ian Curtis selvmord i sit og Deborahs hjem i Macclesfield den 18. maj 1980. I et brev til kæresten Annik Honore en måned forinden havde han skrevet, at "Det er alt sammen blevet for meget. Jeg har bare lyst til at løbe væk fra det hele; til at gemme mig i et hjørne; til ikke længere at skulle have ansvar for noget eller skulle tage nogle beslutninger".

## Filmatiseringer
Ian Curtis er blevet portrætteret flere gang på film. Filmen 24 Hour Party People fortæller historien om Factory Records' opståen og fald, med første halvdel af filmen omhandlende Joy Division, og især Ian Curtis, og anden del et andet Factory-band, Happy Mondays. Filmen Control handler mere specifikt om Ian Curtis' liv og portrætterer ham fra skoletiden omkring 1976 til hans død i 1980.